# Dieter Glasmacher
Dieter Glasmacher (* 1940 in Krefeld) ist ein deutscher bildender Künstler auf dem Gebiet der Malerei und der Grafik.

## Leben
Nach einer Ausbildung als Patroneur und Musterzeichner studierte Dieter Glasmacher von 1963 bis 1968 Malerei an der Hochschule für Bildende Künste Hamburg. Noch während seiner Studienzeit nahm er an ersten überregionalen Ausstellungen teil und engagierte sich in Künstlergemeinschaften. So gründete er 1965 mit Gunter Gerlach, Herman Prigann, Werner Nöfer und Dirk Zimmer (Dizi) die Künstlergruppe Cruizin 4 (Syndikat für Kunstbetrieb). 1966 erhielt er ein einjähriges Stipendium des Deutschen Akademischen Austauschdienstes (DAAD) nach Zürich. In den folgenden Jahren wurde sein Werk in Galerien und Museen in nahezu allen größeren Städten Deutschlands und im europäischen Ausland präsentiert. Ab den 1980er Jahren kamen auch Ausstellungen außerhalb Europas dazu, etwa in Afrika und Lateinamerika. 
Neben der Malerei bediente sich Glasmacher auch diverser anderer künstlerischer Medien: Von der Kunstaktion („Weltmeisterschaft im Dauermalen“, „Heintje-Forschung“, „Aus Euch wird nichts“), dem Trickfilm bis zur frühen Streetart, etwa 1968 das Wallpainting an dem Hamburger Musikklub Grünspan, eines der ersten Wallpaintings in Deutschland (gemeinsam mit Werner Nöfer).
Schon früh zeichnete sich in Glasmachers Arbeiten und Aktionen sein gesellschaftspolitisches Engagement ab: Kritische Beiträge zum Kunstbetrieb sowie Demonstraktionsakte im Zuge der 68er-Bewegung machten ihn bekannt und Glasmacher wurde mit zahlreichen Ehrungen bedacht. So wurde er etwa 1973 zusammen mit Kurt Rosenthal beim Internationalen Trickfilm-Festival in Guadalajara, Mexiko, für den Trickfilm Maria Martinez Lopez ausgezeichnet und erhielt 1979 den renommierten Edwin-Scharff-Preis der Stadt Hamburg.
Ende der 1970er Jahre und Anfang der 1980er Jahre unternahm Dieter Glasmacher einige mehrmonatige Studienreisen durch Westafrika. 
Von 1980 bis 1995 war Glasmacher Professor der Fachhochschule Düsseldorf, Fachbereich Design. 1989 war er Gastdozent an der Hochschule für Schöne Künste, Abidjan, Elfenbeinküste. Von 1995 bis 2003 lehrte Glasmacher als Professor an der Hochschule für Angewandte Wissenschaften Hamburg, im Fachbereich Gestaltung. 
2016 erhielt Dieter Glasmacher den Kunstpreis der Heitland Foundation.
Seit 1980 ist Dieter Glasmacher Mitglied der Freien Akademie der Künste in Hamburg und seine Arbeiten wurden im Laufe der Zeit in über 70 Einzelausstellungen und mehr als 140 Gruppenausstellungen gezeigt. Dieter Glasmacher lebt und arbeitet in der Nähe von Hamburg.

## Werk
Beeinflusst von der klassischen Moderne, gerade dem Dadaismus, und Strömungen zeitgenössischer Kunst wie den Arbeiten von Jean Dubuffet, der Art brut, der expressiven Malerei der Gruppe COBRA und der Pop Art, hat Glasmacher in vielen Schaffensjahren eine sehr eigenständige Position und eine lebendige, originelle Bildwelt entwickelt. Prägend für seine Bildwelten wirken außerdem Fernsehen, Kino, Werbung, Graffiti und andere Formen der Straßenkunst, ebenso wie die „Geheimspuren“ des öffentlichen Raums, Worte und Kritzeleien, wie man sie in Pissoirs, an Bushaltestellen oder Häuserwänden findet. Sein Hauptthema ist seine „Betroffenheit von aktueller gesellschaftlicher Unterdrückung und Deformation.“ (W.Brodersen/C. Mewes)
Allen seinen Arbeiten haftet ein collageartiger Charakter an: Scheinbar zusammenhanglos kombiniert er Figuren, Zeichen, Farbfelder und Schriften. Sie bilden Erfahrungsstückchen, die assoziativ zu einem Puzzle zusammengefügt sind und wiederum Assoziationsketten beim Betrachter auslösen. „Betrachter werden sichtbar“, heißt dann auch eins der Glasmacher’schen Bilder. Meist stellt Glasmacher starke Emotionen wie Wut, Trauer oder sexuelle Begierde heraus, aber auch buntleuchtende Lebensfreude, Witz, Humor und die Freude an Sprachkapriolen, die sich vor allem an Slogans und Headlines abarbeitet, wird in Bildern thematisiert.

## Einzelausstellungen (Auswahl)
- 1966 Aus Euch wird nichts, Galerie im Zimmertheater, Tübingen
- 1968 Galerie Stummer + Hubschmid, Zürich
- 1980 Kunsthaus Hamburg, Hamburg
- 1981 Freie Akademie der Künste, Hamburg
- 1983 An Be No Do: Afrika-Malerei, Kunsthalle Wilhelmshaven, zusammen mit A. Jankowski
- 1983 Forum für Kulturaustausch, Stuttgart, zusammen mit Adam Jankowski
- 1984 Fischauktionshalle Hamburg, zusammen mit Adam Jankowski
- 1987 Standpunkte, Kunsthalle Hamburg
- 1989 Goethe-Institut Lima, Peru
- 1989 Goethe-Institut Abidjan / Elfenbeinküste
- 1990 Herbert Read Gallery, Canterbury
- 1993 Berliner Kunstverein, Weißensee e.V.
- 1998 Schloss Agathenburg, Agathenburg
- 2003 Palais für aktuelle Kunst, Glückstadt, zusammen mit Rolf Zander
- 2003 Galerie Baviera, Zürich
- 2009 Galerie Sonntag, Espergaerde, Dänemark
- 2010 Feinkunst Krüger, Hamburg
- 2014 Kunstverein Eisenturm Mainz
- 2015 Galerie Herold, Hamburg
- 2015 Galerie im Haesler-Haus, Celle
- 2018 Kunsthalle, Lüneburg

## Filmbeiträge (Auswahl)
- Heintje-Forschung, NDR III, Albert Krogmann,
- Talkshow, NDR III, 11. Januar 1980
- Das hätten Sie sehen sollen, ZDF, Mainz, 28. November 1991
- Ich bin ein Erzähler, Dieter Glasmacher, WDR III, 20. April 1997, Lucas Maria Böhmer
- Konspirative KüchenKonzerte, 28. August 2010